# La Barca de la Florida
La Barca de la Florida es una entidad local autónoma del municipio de Jerez de la Frontera, en la provincia de Cádiz, Andalucía (España). Se encuentra situada a 20 km al este del centro histórico de Jerez, localizado junto al río Guadalete y el parque periurbano La Suara. El término pedáneo tiene una población en 2018 de 4036 habitantes, y en 2014 el Ayuntamiento de Jerez dio el visto bueno para el inicio del expediente de segregación de la pedanía.

## Historia
Se fundó en 1948 a raíz de la reforma agraria franquista de finales de los años 40, a través del Instituto Nacional de Colonización (de hecho aún se conservan símbolos franquistas en la población), aunque sus orígenes se remontan a bastante tiempo atrás debido a que era un cruce de suma importancia para el paso de personas y ganado. En 1957 fue declarada EATIM.
Durante la legislatura 2003-07, La Barca de la Florida solicitó a la Junta su escisión del término municipal de Jerez de la Frontera. El Consejo de Gobierno de la Junta de Andalucía el 11 de diciembre de 2007 se declaró en contra ya que, según él, la solicitud de segregación no garantizaba la viabilidad presupuestaria ni redundaría en mejoras en los servicios que ofrece el ayuntamiento matriz. En 2014 el Ayuntamiento de Jerez da el visto bueno para el inicio del expediente de segregación de la pedanía, que convertiría a la pedanía en un municipio independiente, como ya hizo San José del Valle en 1995.

## Geografía
Sus coordenadas geográficas son 36° 38′ N, 5° 56′ O. Se encuentra a una altitud de 20 metros sobre el nivel del mar y a 34 kilómetros de la capital de provincia, Cádiz.

## Cultura

### Fiestas
- Navidad. Se organizan mercados navideños, se cantan villancicos y se celebra el nacimiento del niño Dios.
- Semana Santa. A finales de marzo o a principio de abril. Destaca por tener una de las escasas cuadrillas mixtas de cargadores en la provincia.[5]
- Romería de Nuestro San Isidro Labrador. En mayo es la fiesta de la Romería de Nuestro San Isidro Labrador.[6]
- Feria. Es la gran fiesta del pueblo se celebra en la primera semana de agosto, desde el miércoles por la noche hasta el domingo.
- Oktoberfest, fiesta alemana dedicada a la cerveza, se celebra la primera semana de octubre.
- Avibarca, exposición de gallinas autóctonas y otras aves[7]

## Gastronomía
- Ajoarriero
- Cazón en adobo
- Tortillita de camarones
- Atún encebollado
- Huevas aliñás
- Papas aliñás
- Huevos a la flamenca
- Aceitunas aliñadas[8]

## Eventos
Es popular la muestra de aves de corral Avibarca.

## Deporte
El Florida CD, es el equipo más importante de la pedanía. Milita actualmente en la Segunda Andaluza y disputa sus partidos como local en el  Campo Municipal Andrés Chacón. Celebra anualmente el Memorial Andrés Chacón Oñate en recuerdo del exfutbolista y expresidente del conjunto rojiblanco.
En 2015 acoge el I Rally de Tierra Ciudad de Jerez.
Cuenta con el "Club Polo del Sol", que desarrolla actividad de polo.
También existe un club de tiro con tirachinas.

## Demografía
El siguiente gráfico representa la evolución demográfica de la pedanía
| Gráfica de evolución demográfica de La Barca de la Florida entre 1991 y |
|                                                                         |

## Patrimonio
- Iglesia de San Isidro Labrador.[15] Cuya torre sufre aluminosis,[16] reparada en 2019[17]

- Cuartel de la yeguada militar "Garrapilos".

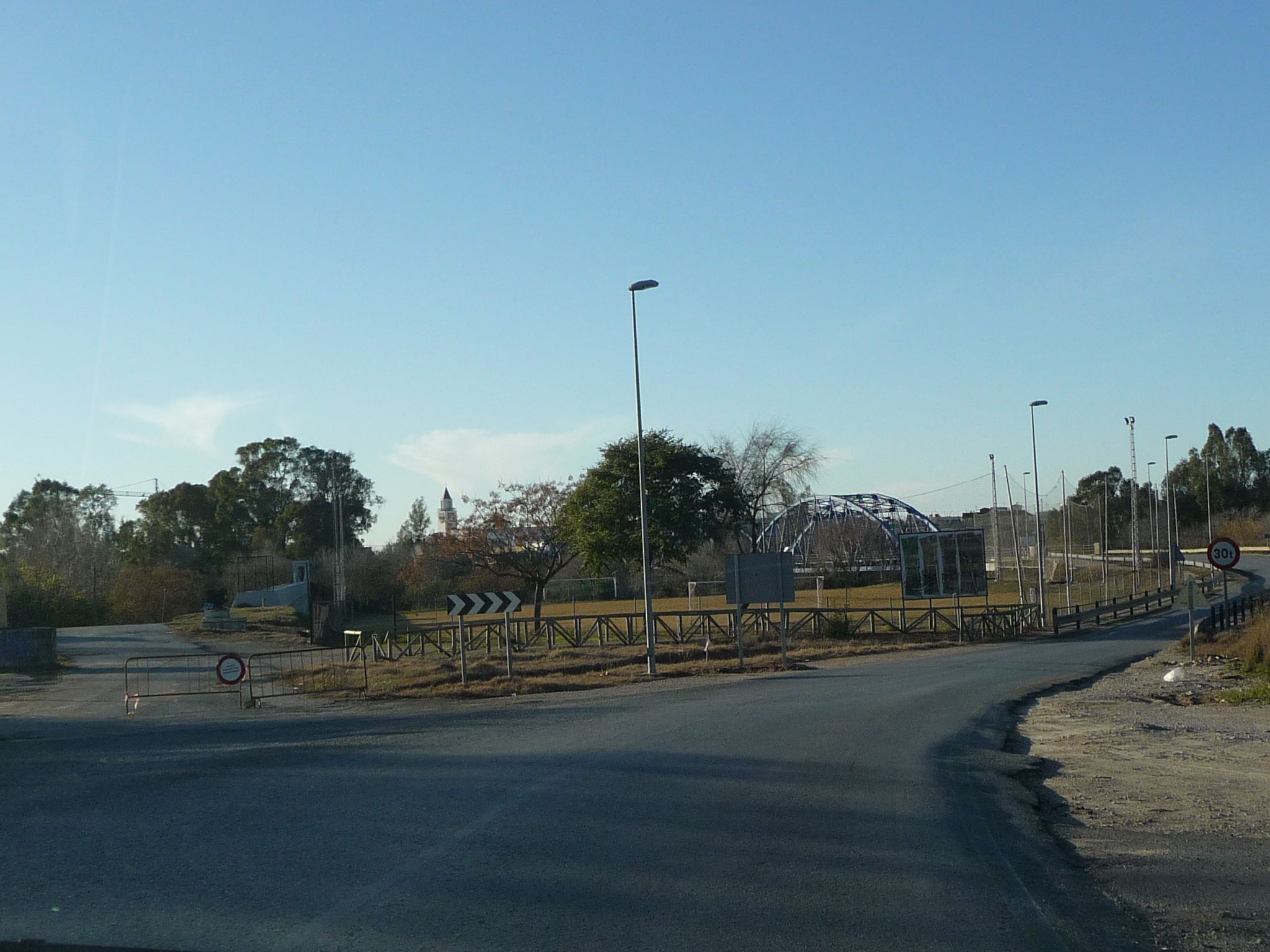
Entrada a La Barca

- Puente de hierro con tres ojos remodelado en 2020[18] y reforzado en 2021[19]

- Acueducto de Tempul y el paso por el Río Guadalete, el puente de San Patricio[20]

- Arco de hormigón que para el agua del pantano de los Hurones.[21]

- Parque natural de la Suara
- La Morcilla, La Iglesia escuela de Jóse Antonio Primo de Rivera

- Fuente del acebuche

- La Residencia

También es interesante la antigua residencia de ingenieros del Instituto Nacional de Colonización que se creó para fundar el pueblo, y que recientemente ha salido a subasta

## Núcleos externos
Cuando con varios núcleos poblacionales externos, como la Barriada Magallanes o la Barriada Rural La Guareña, también conocida como Puente de La Guareña, así como "El Chaparrito", pendiente de legalizar

## Recursos
- Instituto de Enseñanza Secundaria Vega del Guadalete.[25] Premiado por sus buenas prácticas en 2019.[26]
- Centro de Educación Permanente, donde realiza su labor Francisco Costa, Medalla de la Provincia de Cádiz en 2018[27]

## Asociacionismo
Cuenta desde hace décadas con la Federación de Asociaciones de Mujeres Sol Rural, que agrupa a más de 30 asociaciones.

## Personalidades
- Javier Alejandro Forján Gutiérrez, 'Javi Forján', jugador de fútbol del Albacete Balompié.[30]
- César Núñez, entrenador de fútbol sala.[31]
- Alfonso Cortijo